# 贸易条件指数
贸易条件指数（英語：Terms-of-trade，简称TOT）也称为进出口比价指数或贸易比率，在经济学和国际贸易上，这表示一个国家每出口一个单位商品可以获得多少单位的进口商品，也就是这个国家的出口商品相对于进口商品的相对价格。
贸易条件指数的公式为：进出口比价指数=出口物价指数/进口物价指数
如果出口物品价格上升，进口物品价格下降（或上升速度较出口物品价格慢），则进出口比较指数增加，其意义为：出口同样多的商品可以交换到更多的进口货物，贸易对本国有利；反之，假如出口货物的单位价格下降，进口货物价格上升（或下降速度较出口物品价格慢），则出口同样多的商品只能交换到更少的进口货物，贸易处于不利的地位。